# Gran Premi dels Estats Units del 2015
El Gran Premi dels Estats Units de Fórmula 1 de la temporada 2015 s'ha disputat al Circuit d'Austin, del 23 al 25 d'octubre del 2015.

## Resultats de la qualificació
| Pos                  | No | Pilot             | Constructor          | Part 1   | Part 2   | Part 3 | Sortida |
| -------------------- | -- | ----------------- | -------------------- | -------- | -------- | ------ | ------- |
| 1                    | 6  | Nico Rosberg      | Mercedes             | 1:56.671 | 1:56.824 | 1      |         |
| 2                    | 44 | Lewis Hamilton    | Mercedes             | 1:56.871 | 1:56.929 | 2      |         |
| 3                    | 3  | Daniel Ricciardo  | Red Bull-Renault     | 1:56.495 | 1:57.969 | 3      |         |
| 4                    | 26 | Daniil Kvyat      | Red Bull-Renault     | 1:57.640 | 1:58.434 | 4      |         |
| 5                    | 5  | Sebastian Vettel  | Ferrari              | 2:00.950 | 1:58.596 | 132    |         |
| 6                    | 11 | Sergio Pérez      | Force India-Mercedes | 1:59.284 | 1:59.210 | 5      |         |
| 7                    | 27 | Nico Hülkenberg   | Force India-Mercedes | 1:58.325 | 1:59.333 | 6      |         |
| 8                    | 7  | Kimi Räikkönen    | Ferrari              | 1:58.198 | 1:59.703 | 181    |         |
| 9                    | 19 | Felipe Massa      | Williams-Mercedes    | 2:00.902 | 1:59.999 | 7      |         |
| 10                   | 33 | Max Verstappen    | Toro Rosso-Renault   | 1:58.689 | 2:00.199 | 8      |         |
| 11                   | 14 | Fernando Alonso   | McLaren-Honda        | 1:59.704 | 2:00.265 | 9      |         |
| 12                   | 77 | Valtteri Bottas   | Williams-Mercedes    | 1:59.569 | 2:00.334 | 163    |         |
| 13                   | 8  | Romain Grosjean   | Lotus-Mercedes       | 2:00.236 | 2:00.595 | 10     |         |
| 14                   | 22 | Jenson Button     | McLaren-Honda        | 2:00.261 | 2:01.193 | 11     |         |
| 15                   | 13 | Pastor Maldonado  | Lotus-Mercedes       | 2:00.844 | 2:01.604 | 12     |         |
| 16                   | 9  | Marcus Ericsson   | Sauber-Ferrari       | 2:02.212 |          | 14     |         |
| 17                   | 12 | Felipe Nasr       | Sauber-Ferrari       | 2:03.194 |          | 15     |         |
| 18                   | 53 | Alexander Rossi   | Marussia-Ferrari     | 2:04.176 |          | 17     |         |
| 19                   | 28 | Will Stevens      | Marussia-Ferrari     | 2:04.526 |          | 194    |         |
| 107% Temps: 2:04.653 |    |                   |                      |          |          |        |         |
| NC                   | 55 | Carlos Sainz, Jr. | Toro Rosso-Renault   | 2:07.304 |          | 205    |         |
| Font:                |    |                   |                      |          |          |        |         |

Notes
^1  –Degut a les condicions metereologiques la Q3 va ser cancel·lada i van comptar com a vàlids els temps de la Q2.

^2  – Sebastian Vettel i Kimi Räikkönen van ser sancionats amb 10 posicions a la graella de sortida per haver substituït la unitat de potència.>

^3  – Valtteri Bottas va rebre una penalització de 5 llocs a la graella per haver substituït la caixa de canvi.

^4  – Will Stevens va rebre 30 posicions a la graella per diversos canvis en el seu motor.

^5  – Carlos Sainz, Jr. no va baixar del temps de tall del 107% però va ser autoritzat pels comissaris a prendre part de la sortida.

## Resultats de la Cursa
| Pos   | No | Pilot             | Constructor          | Voltes | Temps / Retirada | Pos.Sortida | Punts |
| ----- | -- | ----------------- | -------------------- | ------ | ---------------- | ----------- | ----- |
| 1     | 44 | Lewis Hamilton    | Mercedes             | 56     | 1h 50: 52. 703   | 2           | 25    |
| 2     | 6  | Nico Rosberg      | Mercedes             | 56     | + 2.850 s        | 1           | 18    |
| 3     | 5  | Sebastian Vettel  | Ferrari              | 56     | + 3.381 s        | 13          | 15    |
| 4     | 33 | Max Verstappen    | Toro Rosso-Renault   | 56     | + 22.359 s       | 8           | 12    |
| 5     | 11 | Sergio Pérez      | Force India-Mercedes | 56     | + 24.413 s       | 5           | 10    |
| 6     | 22 | Jenson Button     | McLaren-Honda        | 56     | + 28.058 s       | 11          | 8     |
| 71    | 55 | Carlos Sainz, Jr. | Toro Rosso-Renault   | 56     | + 30.619 s       | 20          | 6     |
| 8     | 13 | Pastor Maldonado  | Lotus-Mercedes       | 56     | + 32.273 s       | 12          | 4     |
| 9     | 12 | Felipe Nasr       | Sauber-Ferrari       | 56     | + 40.257 s       | 15          | 2     |
| 10    | 3  | Daniel Ricciardo  | Red Bull-Renault     | 56     | + 53.571 s       | 3           | 1     |
| 11    | 14 | Fernando Alonso   | McLaren-Honda        | 56     | + 54.816 s       | 9           |       |
| 12    | 53 | Alexander Rossi   | Marussia-Ferrari     | 56     | + 1:15.277 min.  | 17          |       |
| Ret   | 26 | Daniil Kvyat      | Red Bull-Renault     | 41     | Accident         | 4           |       |
| Ret   | 27 | Nico Hülkenberg   | Force India-Mercedes | 35     | Col·lisió        | 6           |       |
| Ret   | 9  | Marcus Ericsson   | Sauber-Ferrari       | 25     | Prob. elèctrics  | 14          |       |
| Ret   | 7  | Kimi Räikkönen    | Ferrari              | 25     | Frens            | 18          |       |
| Ret   | 19 | Felipe Massa      | Williams-Mercedes    | 23     | Prob. mecànics   | 7           |       |
| Ret   | 8  | Romain Grosjean   | Lotus-Mercedes       | 10     | Frens            | 10          |       |
| Ret   | 77 | Valtteri Bottas   | Williams-Mercedes    | 5      | Prob. mecànics   | 16          |       |
| Ret   | 28 | Will Stevens      | Marussia-Ferrari     | 1      | Col·lisió        | 19          |       |
| Font: |    |                   |                      |        |                  |             |       |

Notes
- ^1  – Carlos Sainz, Jr. va ser penalitzat amb 5 segons un cop finalitzada la cursa per excedir la velocitat al pitlane.[5]